# Polyphaenis sericata
Polyphaenis sericata är en fjärilsart som beskrevs av Eugen Johann Christoph Esper 1787. Polyphaenis sericata ingår i släktet Polyphaenis och familjen nattflyn. Inga underarter finns listade i Catalogue of Life.

## Bildgalleri

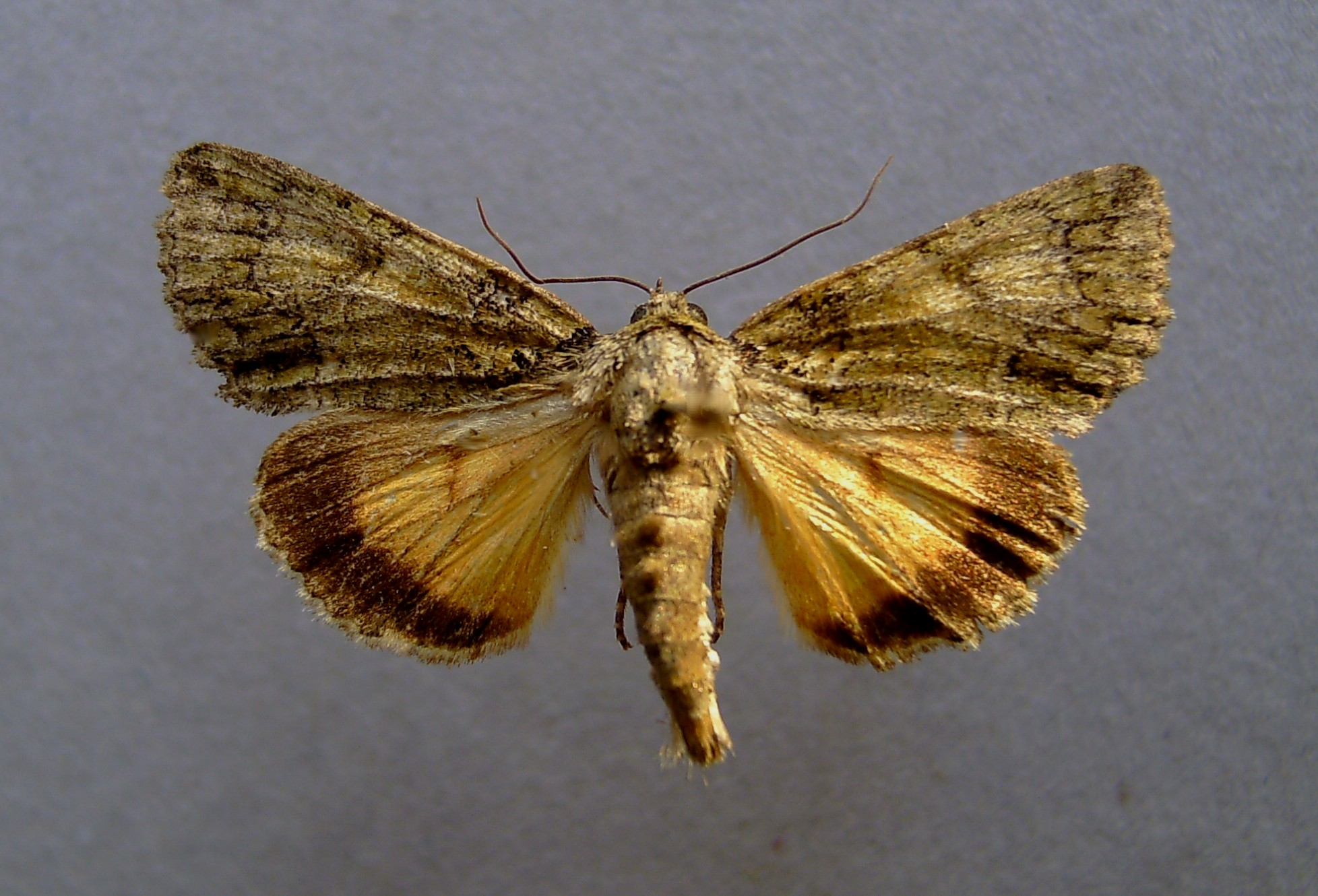
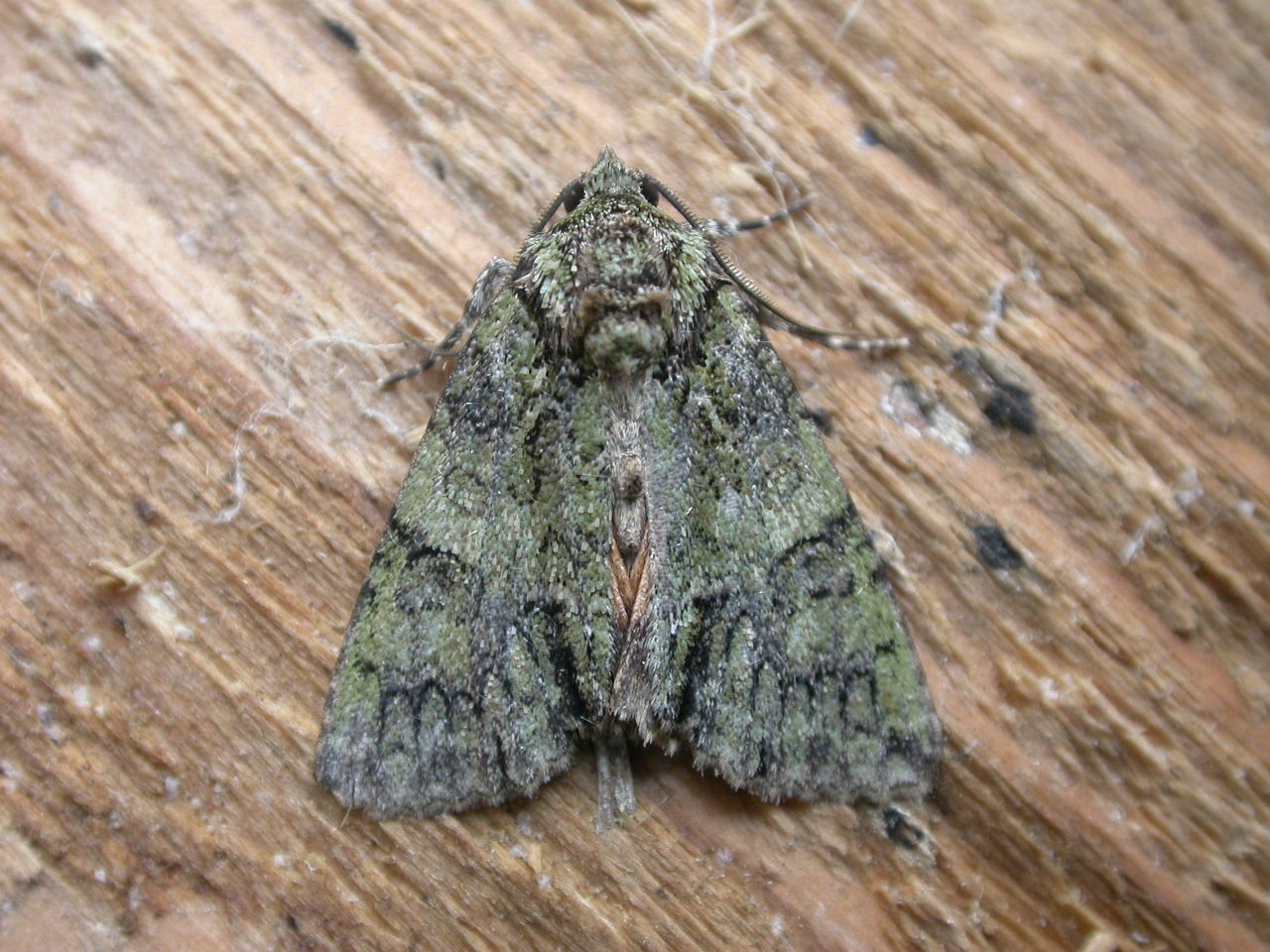